# Per Hallberg
Per Hallberg (Borgholm, 30 de dezembro de 1958) é um sonoplasta sueco. Venceu o Oscar de melhor edição de som em três ocasiões: na edição de 1996 por Braveheart, com Lon Bender; na edição de 2008 por The Bourne Ultimatum e na edição de 2013 por Skyfall, ambos ao lado de Karen Baker Landers.